# بيت أولا
بيت أولا هي بلدة فلسطينية قديمة من بلدات محافظة الخليل. يعودُ تاريخها إلى الزمن الكنعاني، حيث أول من سكنها هم الكنعانيّون، ومنذ ذلك التاريخ إلى اليوم وطابع البلدة المعيشي هو طابعٌ عربيٌّ.

## التاريخ
بلدة قديمة ترجع تسميتها إلى اللغة الآرامية بمعنى البيت المقدم أو البيت الشريف. أول من سكنها هم العرب الكنعانيون، وتواردت بعض الحضارات والاحتلالات عليها عبر هذا التاريخ الطويل كالرومان واليهود والبيزنطيّين واليونان. ومنذ الفتوحات الإسلامية في عهد الخليفة عمر بن الخطاب وحتى اليوم، أصبح طابع البلدة طابعًا عربيًا إسلاميًا. ويتواجد على أرض البلدة عدد من المقامات لبعض الأولياء والصالحين، كما يوجد جامعٌ عمريٌّ تخليداً لذكرى مرور الخليفة عمر بن الخطاب رضي الله عنه من القرية في رحلة بيت المقدس.

### السلطنة العثمانية
ورد ذكر بيت أولا في السجلات العثمانية المبكرة (عام 1524–1525)، تحت تصنيف "مزراعة" أي أراضٍ زراعية خالصة دون وجود مركز حضري. وفي منتصف القرن التاسع عشر زار الرحّالة إدورد روبنسون البلدة وذكرها كـ"قرية مسلمة صغيرة تطل على غزة".
بحلول أواخر القرن التاسع عشر قدرت المصادر أن البلدة ضمت نحو ٥٠–٨٠ منزلًا يعيش فيها قرابة ٢٠٠–٤٣٠ رجل بالغ. وكان السكان يعتمدون على الزراعة والأشجار المثمرة ولا تزال بعض المصادر تشيد ببقايا الآثار الزراعية من نشده وجرار الحجر في الوادي.

### الانتداب البريطاني
بحسب إحصاءات ۱۹۲۲ البريطانية سُجّل فيها ٨٢٥ نسمة ارتفع عددهم بحلول عام ۱۹۳۱ إلى ١٠٤٥ وجميعهم مسلمون. في عام 1925 قدرت مساحة الأراضي بنحو ٢٤٬٠٤٥ دونمًا ينقسم استخدامها إلى أمور زراعية وإنتاجية بما فيها أقل من ٧٥ دونمًا فقط كمساحة عمرانية.

### الحكم الأردني
في أعقاب حرب النكبة عام 1948، وبعد اتفاقيات الهدنة عام 1949، أصبحت بيت أولا تحت الحكم الأردني.
بلغ عدد سكانها عام 1961، 1677 نسمة.

### ما بعد عام 1967
منذ حرب الأيام الستة عام 1967، أصبحت بلدة بيت أولا تحت الاحتلال الإسرائيلي.
وفقًا للجهاز المركزي للإحصاء الفلسطيني ، بلغ عدد سكان البلدة 10,885 نسمة في عام 2007. بلغ عدد سكان البلدة 14,537 نسمة في عام 2017.
تبلغ مساحة بيت أولا الإجمالية 22,432 دونمًا، منها 74.5% تقع في المنطقة ب السلطة الوطنية الفلسطينية تسيطر على الشؤون المدنية وإسرائيل مسؤولة عن الأمن فيها و25.5% تقع في المنطقة ج السيطرة الإسرائيلية الكاملة.

## الآثار
يحيط بالبلدة عددٌ كبيرٌ من المعالم الأثريّة منها خربة بيت نصيب، وخربة البرج -برج بيت نصيب- وخربة بيت نصيب الشرقية والغربية، ونصيب هي كلمة كنعانية معناها تمثال أو عمود. كذلك هناك خربة قيلا وهي امتداد للبلدة الكنعانية "قعيلة" وتعني الحصن. وهنالك خربة أم علاس، وبيت كانون، وطواس، وعطوس، وزعقوقة، والجورة، وبيت لام، وخربة خروف، وخربة الصفا.
وتتراوح الآثار المكتشفة في البلدة بين مساكن قديمة ومهدمّة، ومغائر محفورة في الصخور، ومدافن منقورة في الصخر. كما يوجد آثار أساسات كنيسة، وآثار قصر روماني، وتظهر آثار معاصر العنب المنقورة في الصخر، وبقايا معاصر الزيتون، ومطاحن الحبوب القديمة جدًا، وآثار قنوات ريّ وبقايا نواعير على الينابيع، كما توجد آثار معامل الفخار وكميات من الفخّار الكنعاني، والأدوات الفخاريّة والزجاجيّة التي تعود للعصور والحضارات المذكورة. كما يوجد كميات كبيرة من العملات البيزنطية واليهودية والرومانية واليونانية، وتوجد العملات الإسلاميّة خصوصًا الأموية والعباسية والعثمانية، وبعض أصناف الحلي من الذهب والفضة التي تواجدت في القبور والمدافن.
ومن أهم المعالم الدينيّة والأثريّة في البلدة هي المساجد؛ مثل المسجد العمري، ومسجد حوارة، ومسجد الجورة، ومسجد قيلة، كذلك زاوية أبو علاس، وزاوية مسجد بيت أولا، وزاوية القاسمي، وزاوية الشيخ خيري. من المقامات الموجودة في البلدة مقام الشاعر أبو القاسم الشابي، ومقام الشيخ محمد، ومقام الشيخ مسعود، ومقام الشيخ جراح.
يوجد عدد من المواقع الأثرية في البلدة من ضمنها البرج وهو برج بني في العهد الروماني. كما يوجد في البلدة بئر القوس وهو بئر ماء بني قبل أكثر من مئة عام.

## الجغرافيا
تقع بلدة بيت أولا إلى الشمال الغربي من مدينة الخليل على بعد 16 كم منها، ويحدها من الشرق حلحول، ومن الغرب الخط الأخضر، ومن الشمال قرية نوبا، ومن الجنوب بلدة ترقوميا.

## السكان
بيّن تعداد السكان الفلسطيني في عام 2007 أن عدد سكان بلدة بيت أولا بلغ 10,885 نسمة، منهم 9,687 نسمة تقطن في تجمع بيت أولا، 939 نسمة تقطن في قيلا، و268 نسمة تقطن في رأس الجورة. وبلغ عدد الأسر في البلدة 1,712 أسرة وبلغ عدد الوحدات السكانية 1,949 وحدة. ويشكل عدد سكان بيت أولا %1.96 من مجموع عدد سكان محافظة الخليل.
وبلغ عدد السكان في عام 2013 حوالي 15 ألفاً داخلها، و15 ألف خارجها.

## التحديات والموقع السياسي
بعد احتلالها عام ١٩٦٧ دخلت بيت أولا ضمن المنطقة المصنّفة حسب اتفاقيات أوسلو. وضعت البلدية في مواجهة مباشرة مع الجدار الاستيطاني الذي اقتطع حياة المزارعين وقيّد حرية الحركة والوصول للمناطق الزراعية ما بدد الالتزامات المائية والزراعية.
كما يعاني المزارعون من شح في المياه ونقص في البنى التحتية فيما تضغط نسبة الانتشار السكاني والنموّ الحضري على الموارد المتاحة في ظل قيود الاحتلال.